# Paweł z Przemankowa
Paweł z Przemankowa herbu Półkozic (zm. 29 listopada 1292 w Tarczku) – kanclerz Bolesława V Wstydliwego w 1262 lub 1263–1266, następnie biskup krakowski, obrońca praw i przywilejów duchowieństwa krakowskiego. 
13 marca 1267 r. w Lelowie otrzymał sakrę biskupią z rąk arcybiskupa gnieźnieńskiego Janusza.
Znany z awanturniczego trybu życia toczył spór z księciem, później był w opozycji wobec Leszka Czarnego, uwięziony w 1283, za co księcia obłożono klątwą i interdyktem. Uwolniony, zawarł z Leszkiem ugodę i otrzymał ogromne odszkodowanie. Przeciwnik objęcia w 1288 tronu krakowskiego przez Henryka IV Probusa, więziony w 1290. Był stronnikiem Przemysła II, otrzymał od niego wielkie nadania dla biskupstwa krakowskiego. W 1291 zapraszał Wacława II Czeskiego na tron krakowski i odebrał od niego przywilej gwarantujący prawa stanowe.
Według Jana Ptaśnika biskup: „(...) znany był z rozwiązłości swego życia. Cały harem na biskupstwie utrzymywał, a nawet z klasztoru w Skale porwał zakonnicę i włączył ją do swego haremu”.
Swoje głośne uczty wyprawiał w dworze krakowskich biskupów w Tarczku koło dzisiejszego Bodzentyna. Tam też zmarł w roku 1292.